# Andrew Funk
Andrew David Funk, né le  21 septembre 1999 à Warrington en Pennsylvanie, est un joueur américain de basket-ball évoluant au poste d'arrière. Il mesure 1,93 m.

## Biographie

### Carrière professionnelle
Fin février 2024, il signe un contrat two-way avec les Bulls de Chicago.

## Palmarès et distinctions individuelles

### Université
- Second-team All-Patriot League (2022)